# Chrysoexorista fulgoris
Chrysoexorista fulgoris là một loài ruồi trong họ Tachinidae.